# Коалиция на радикалната левица
Коалицията на радикалната левица (на гръцки: Συνασπισμός Ριζοσπαστικής Αριστεράς) или СЍРИЗА (ΣΥΡΙΖΑ) е лява социалистическа политическа партия в Гърция.
Основана е през 2004 година като коалиция на няколко леви и крайнолеви организации, включително маоистки и троцкистки. Най-голяма сред тях е партията „Синаспизмос“ (Коалиция на левицата, движенията и екологията).
След успеха на изборите от май 2012 година, когато получава 16,8% от гласовете и става втора политическа сила, СИРИЗА се регистрира като партия, начело с Алексис Ципрас. На повторните избори на 17 юни същата година получава 26,9% от гласовете и 71 места в парламента, утвърждавайки се като най-влиятелната лява партия в страната.
През юли 2013 г. конгрес на СИРИЗА решава разпускането на съставляващите я партии и окончателното ѝ оформяне като единен политически субект.
СИРИЗА печели изборите през януари 2015 г. и нейният лидер Алексис Ципрас съставя коалиционно правителство заедно с партията „Независими гърци“.
През юли 2013 г. значителна част от крайнолевите депутати на СИРИЗА, водени от енергийния министър Панайотис Лафазанис, не приемат договора на собственото правителство с ЕС и останалите кредитори и образуват нова партия „Народно единство“. Това принуждава Ципрас да подаде оставка, но на предсрочните избори през септември 2015 г. СИРИЗА отново печели относително мнозинство.